# Emmanuel de Aranda
Emmanuel de Aranda, född 1612, död 1686, var en spansk författare. 
Han föll offer för slavhandeln på Barbareskkusten sedan han tillfångatagits av barbareskpiraterna, och utgav en skildring av sina erfarenheter i slaveri i Algeriet.